# 圣马修斯 (南卡罗来纳州)
圣马修斯（英語：St. Matthews）是美国南卡罗来纳州下属的一座城市，城市类型是“鎮”（Town）。其面积大约为1.93平方英里（4.99平方公里）。根据2020年美國人口普查，该市有人口1,841人，人口密度约为每平方英里957.86人（约合每平方公里369.88人）。